# 15 frimaire
15 brumaire 15 nivôse
Le quintidi 15 frimaire, officiellement dénommé jour du chevreuil, est le 75e jour de l'année du calendrier républicain.
C'était généralement le 5e jour du mois de décembre dans le calendrier grégorien.